# Paul Elstak
Paul Roger Elstak noto anche come Dj Paul (L'Aia, 14 gennaio 1966) è un disc jockey e produttore discografico olandese.
È una delle figure principali della scena Techno Hardcore. In seguito a una intervista concessa ad una rivista olandese di musica dell'epoca dal DJ, KC Funkaholic riguardo a quelli di Rotterdam, rispose, "Sono solo un mucchio di gabber che si divertono"; Paul Elstak, letto l'articolo, decise di pubblicare sul suo primo album, "Amsterdam Waar Lech dat Dan?"  la frase "Gabber zijn is geen schande!" . La parola divenne così popolare al punto che venne identificare un genere musicale più veloce e aggressivo della hardcore stessa dell'epoca. Elstak ha lavorato alla creazione di numerosi brani, Luv U More, con un intro in stile happy hardcore, e Your Mother Sucks Cocks in Hell, un brano nu style, più moderno.
Le sue produzioni happy hardcore sono presentate col il nome di Dj Paul Elstak, mentre i brani hardcore sono firmati da Dj Paul, ma dopo la creazione dell'etichetta Offensive Records, Elstak ha iniziato a utilizzare per tutte le sue produzione il suo nome completo. Ha inoltre collaborato con diversi artisti: Bald Maniax , Euromasters , Evil maniax , Forze Dj Team , con Lars e Panic, Holy Noise , Men of steel e Sound of Rotterdam. Tra le sue produzioni più famose oltre quelle sopra citate: Brohymn (This one's is for you),Rage, Alles Naar de klote e Amsterdam Waar Lech Dat Dan? , entrambe con Euromasters, mentre The creators of hardcore con Evil Maniax, ed infine, Enemies for Life con Promo.